# L'Homme aux mains d'argile
Pour plus de détails, voir Fiche technique et Distribution.
L'Homme aux mains d'argile est un film français réalisé par Léon Mathot et sorti en 1949.

## Synopsis
La carrière du boxeur Marcel Cerdan.

## Fiche technique
- Titre : L'Homme aux mains d'argile
- Réalisation : Léon Mathot
- Scénario : Marcel Rivet
- Dialogue : Charles Exbrayat
- Photographie : Marc Fossard
- Son : Lucien Legrand
- Décors : Raymond Druart
- Montage : Paul Delannoy
- Musique : Marcel Landowski
- Scripte : Suzanne Durrenberger
- Tournage : du 10 janvier au 12 février 1949
- Production : Codo-Cinéma
- Pays d'origine :  France
- Durée : 110 minutes
- Date de sortie : 3 juin 1949
- Affiche : Boris Grinsson, René Péron (France)

## Distribution
- Marcel Cerdan
- Alfred Adam
- Jimmy Gaillard
- Blanchette Brunoy
- Albert Dinan
- Robert Berri
- Georges Paulais
- Colette Georges